# Walborg Hedberg
Walborg Maria Hedberg, född 23 november 1859 i Katarina församling, Stockholm, död 16 augusti 1931 i Oscars församling, Stockholm, var en svensk översättare. 

## Biografi
Walborg Hedberg var dotter till Frans Hedberg och Amanda Broman samt syster till Tor, Karl, Bengt och Nils Hedberg.
Hon var verksam som översättare från franska, tyska, ryska och (i mindre utsträckning) från danska, engelska, norska och polska. Särskilt värda att nämna är Maksim Gorkijs En mor, Tolstojs Krig och fred och Villiers de l’Isle-Adams Hjärtlösa historier. Från tyskan översatte hon bland annat Arthur Schnitzlers roman Der Weg ins Freie (1908), på svenska Vägen ut till lifvet (1911).
Hennes tidiga översättningar av ryska författare gjordes från tyska eller franska, men enligt förläggaren Karl Otto Bonnier blev hon ”så intresserad för den nya ryska litteraturen, att hon – full av energi – satte sig till att studera ryska”.
Utöver sina översättningar utarbetade hon tillsammans med Louise Arosenius en biografisk uppslagsbok, Svenska kvinnor från skilda verksamhetsområden (1914), på uppdrag av centralkommittén för Årsta-utställningen, vilken arrangerades av Fredrika-Bremer-förbundet och var en del av Baltiska utställningen i Malmö, och hann också med att vara ordförande i sällskapet Nya Idun 1905-1910 och bibliotekarie vid Stockholms barn- och ungdomsbibliotek (1913–1918), Stockholms läsesalong (1917–1920) och Nordiska Kompaniets personalbibliotek.
Hon var ogift.

## Översättningar i urval
- Fjodor Dostojevskij: Raskolnikow (Prestuplenie i nakazanie) (Bonnier, 1883–1884)
- Lev Tolstoj: Anna Karenin (Anna Karenina) (Bonnier, 1887)
- Arthur Conan Doyle: De fyras tecken (The Sign of Four) (Nordin & Josephson, 1891)
- Alexandre Dumas den yngre: Kameliadamen (La dame aux camélias) (Bonnier, 1897)
- Johann Wolfgang von Goethe: Valfrändskap (Die Wahlverwandtschaften) (Bonnier, 1903)
- Thomas Mann: Huset Buddenbrook : historien om en familjs förfall (Buddenbrooks) (Bonnier, 1904)
- Archibald Gracie: Sanningen om Titanic (The Truth about the Titanic) (Bonnier, 1913)
- Thomas Mann: Tonio Kröger (Wahlström & Widstrand, 1922)